# Lijst van burgemeesters van Stokrooie
Dit is een chronologische lijst van burgemeesters van de Belgische voormalige gemeente Stokrooie vanaf haar ontstaan in 1846 totdat de gemeente op 1 januari 1971 fuseerde en opging in de gemeente Kuringen.
| periode     | naam burgemeester             | opmerking                                                          |
| ----------- | ----------------------------- | ------------------------------------------------------------------ |
| 1848 - 1887 | Jean Vaninbroukx (1803-1887)  | paardenhandelaar                                                   |
| 1887 - 1895 | Jan Deveux (1856-1932)        | ingenieur                                                          |
| 1896 - 1907 | Jan Vaninbroukx (1863-1908)   | landbouwer                                                         |
| 1908 - 1917 | Johannes Munters              | beheerder                                                          |
| 1918 - 1921 | Jan Deveux                    | waarnemend burgemeester                                            |
| 1921 - 1946 | Alfons Bogaerts (1881-1971)   | landbouwer                                                         |
| 1942 - 1944 | Willem Raymaekers (1892-1980) | oorlogsburgemeester, oud-strijder                                  |
| 1947 - 1970 | Felix Vanhelmont (1910-1987)  | ondernemer, nadien van 1974 tot 1976 ook burgemeester van Kuringen |